# Mohamed Abdullahi Mohamed
 (février 2017).
Si vous disposez d'ouvrages ou d'articles de référence ou si vous connaissez des sites web de qualité traitant du thème abordé ici, merci de compléter l'article en donnant les références utiles à sa vérifiabilité et en les liant à la section « Notes et références ».
Mohamed Abdullahi Mohamed, dit Mohamed Farmaajo, né le 11 mars 1962 à Mogadiscio, est un diplomate et homme d'État somalien, ancien Premier ministre puis président de la République fédérale de Somalie du 16 février 2017 au 23 mai 2022.

## Biographie

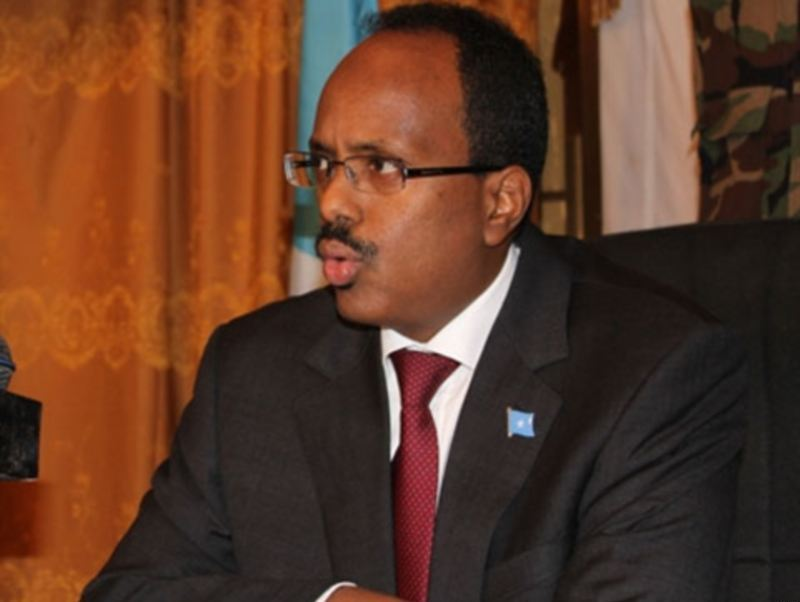
Mohamed Abdullahi Mohamed.

### Origines et famille
Mohamed Abdullahi Mohamed, est né dans une famille d'activistes originaire de Gedo, dans le sud  de la Somalie. Ses parents étaient affiliés à l'un des premiers partis politiques du pays, la Ligue de la jeunesse somalienne qui a agi après la tutelle italienne dans le pays. Il appartient au clan des Darod. Son surnom Formaajo, de l'italien « formaggio » signifiant « fromage », lui viendrait de son père.

### Débuts politiques
Dès 1982, Mohamed Abdullahi Mohamed s'engage auprès du ministère des affaires étrangères. Il est premier secrétaire à l'ambassade de Somalie aux États-Unis de 1985 à 1989. En 1988, il critique le gouvernement somalien, de ce fait, il renonce pour sa sécurité à retourner dans son pays et reste aux États-Unis. Il devient résident et diplômé de l'université d'État de New York à Buffalo. Il crée en 1991 le parti politique Tayo et en devient le secrétaire général. Il travaille plusieurs années en tant que gestionnaire pour l'égalité de l'accès de l'emploi dans le comté d'Érié puis au sein de la municipalité de Buffalo avec le département des transports. Il est naturalisé américain et a la double nationalité.

### Premier ministre
Il est Premier ministre du 31 octobre 2010 jusqu'à sa démission le 19 juin 2011. Il retourne ainsi à Buffalo pour y reprendre son ancien travail.

### Présidence de la République
Le 8 février 2017, il est élu président de la République après un vote au suffrage universel indirect. Après sa défaite en 2012, ce fut sa deuxième élection présidentielle en tant que candidat.
Depuis cette date, sa tâche est immense, car il doit contribuer à reconstruire l'État Somalien, ou tout s'est effondré en 1991 : il n'y a plus de fonctionnaires (enseignants, postiers, etc.), et il doit négocier ferme pour obtenir des fonds pour tenter de reconstruire un embryon d'État. Il pense, comme de nombreux experts, qu'il faudra des décennies pour reconstruire le pays.
Le 10 décembre 2018, il est confronté à une motion de censure déposée par 92 des 275 députés somaliens, ayant pour raison : « Le président a violé la constitution en s'engageant dans un protocole d'accord secret avec des pays étrangers", en l'occurrence l'Éthiopie et l'Érythrée, portant notamment sur la "gestion des ports" et sur "l'unification du pays avec l'Érythrée et l'Éthiopie" ».
Face à l'incapacité du gouvernement à organiser les élections législatives et présidentielle prévue pour 2021, le Parlement prolonge le 12 avril son mandat ainsi que celui des membres du parlement de deux ans. Le 1er mai 2021, Mohamed Abdullahi Mohamed, s’est exprimé devant le Parlement de Somalie, Il a renoncé à l’extension de son mandat et a appelé à la reprise des pourparlers.
Le 27 décembre 2021, il suspend le premier ministre Mohamed Hussein Roble. Une crise politique s'ensuit, alors que des troupes favorables au premier ministre déchu, qui accuse le président de chercher à commettre « un coup d’État contre le gouvernement, la Constitution et les lois du pays », se déploient à proximité du palais présidentiel.
Candidat à sa succession lors de l'élection du 15 mai 2022, il est battu par son prédécesseur Hassan Sheikh Mohamoud.

## Positions
En tant qu'américano-somali, il parle couramment anglais et somali. Ainsi, il est attaché à l'écriture du somali en caractères latins et s'oppose à une utilisation indifférente des caractères latins et arabes. Il pense qu'une langue possédant deux systèmes d'écriture serait un obstacle au développement du pays, déjà très touché par l'analphabétisme. De surcroît, les caractères latins sont utilisés par la plupart des langues parlées en Occident. Il est aussi favorable à l’instauration de l'anglais comme seconde langue officielle mais les élus somaliens s'y opposent.